# 布勞威爾星
小行星1746（1746 Brouwer）是一颗围绕太阳公转的小行星。1963年9月14日，由美國印第安納大學的印第安納小行星計劃在印第安納州摩根縣（Morgan Country）布魯克林鎮（Brooklyn）的歌德·林克天文台（Goethe Link Observatory）發現。
該小行星以荷蘭裔美國天文學家德克·布勞威爾命名。
这颗小行星的绝对星等为9.95等。